# Очаково (станція)
Очаково або Очаково I — станція Київського напрямку та маршруту  МЦД-4 Московської залізниці в місті Москва. Входить до Московсько-Смоленського центру організації роботи залізничних станцій ДЦС-3 Московської дирекції управління рухом. За характером основної роботи є вантажною, за обсягом виконуваної роботи віднесена до 2-го класу.
Розташована за 10 км SW від Москва-Пасажирська-Київська, в районі Очаково-Матвіївський. Час руху електропотягом від Москва-Пасажирська-Київська — 15 хвилин.
Остання станція на цьому напрямку всередині МКАД.

## Опис
На станції виділяються парний і непарний парки по сторонах від трьох головних колій.
Є кілька під'їзних колій. Найбільший кущ під'їзних колій загальною довжиною близько 39 км прямує на північ, ППЗТ належить ВАТ «Очаківське-Промжелдортранс» і обслуговує понад десяток підприємств. Неофіційно станцію на цьому ППЗТ називають Очаково III.
До 2006 року станція була вузловою: існувало відгалуження загального користування в східному напрямку на станцію Очаково II (раніше до промислової станції Ленгори біля метро «Університет»). На кінець 2010-х розібрано.
Обладнана турнікетами з 2013 року. На станції дві пасажирські платформи, одна з яких регулярно не використовується. Платформи сполучені між собою і з площею біля станції з боку вул. Наташі Ковшової через підземний перехід. На другу сторону вихід до заводу ДБК-2, далі дорога виходить на Очаківське шосе.

## Пересадки
- Автобуси: 11, с17, 226, 630, 699, 807